# Ellen Baker
Ellen Louise Shulman Baker (Fayetteville, 27 de abril de 1953) é uma ex-astronauta norte-americana. Uma médica veterana de três missões espaciais, hoje ocupa o cargo de chefe da seção médica-educacional do departamento de astronautas da NASA.
Baker entrou para a NASA em 1981, trabalhando como médica baseada no Centro Espacial Lyndon B. Johnson, em Houston, Texas. Selecionada para o curso de astronauta da NASA em 1984, foi qualificada em junho de 1985 e a partir daí tem exercido diversos cargos e funções em apoio às operações do ônibus espacial e da Estação Espacial Internacional.
Foi pela primeira vez ao espaço em outubro de 1989, na missão Atlantis STS-34, a missão que colocou a sonda Galileu em órbita e a caminho de Júpiter. Nela, Baker realizou diversas experiências médicas em microgravidade. Segunda missão, em junho/julho de 1992, na nave Columbia STS-50, foi a primeira com um período extenso de duração, duas semanas, e a tripulação realizou experiências nos campos da dinâmica de fluido, crescimento de cristais e biologia.
Seu terceiro e último voo espacial foi na Atlantis STS-71, em junho de 1995, aos 44 anos. Esta foi a primeira do programa Shuttle-Mir, a primeira acoplagem e troca de tripulação entre um ônibus espacial dos Estados Unidos e uma estação orbital russa. A Atlantis também levou ao espaço o laboratório científico Spacelab, onde várias experiências conjuntas dos dois países foram realizadas.